# 金秋芬
金秋芬（1962年—），江苏江阴人，中华人民共和国女性地方政府官员。
金秋芬曾任共青团扬州市郊区委员会秘书、书记，扬州市郊区双桥乡副书记、乡长、书记，维扬区委常委，副区长。2007年12月任扬州市环保局局长，并于2012年连任。在担任扬州市环保局长期间曾提出《扬州环保优先行动计划（2007－2010）》。
2013年10月16日，原中共南京市委书记季建业因涉嫌严重违纪违法接受中共中央纪委调查。2014年1月底，中纪委公布了季建业的调查结果，其个人“道德败坏”。此后被媒体曝光金秋芬是季建业的情妇，因此其个人“道德败坏”。2014年6月，金秋芬因涉嫌严重违纪违法被接受组织调查，并于同年7月30日免去扬州市环保局职务。8月7日，扬州市纪委将金秋芬涉嫌贪污、受贿犯罪问题的线索，移送司法机关依法处理。2015年1月9日，金秋芬受贿、贪污案在扬州市中级人民法院公开进行审理。6月19日，扬州中院一审宣判，金秋芬因犯受贿罪和贪污罪，其中受贿约93.7万元，贪污约9万元，被判处12年有期徒刑。